# أندرو داف
أندرو داف (بالإنجليزية: Andrew Duff) هو سياسي بريطاني، ولد في 25 ديسمبر 1950 في المملكة المتحدة. حزبياً، نشط في الديمقراطيون الليبراليون. في انتخابات البرلمان الأوروبي 1999، انتخب عضو في البرلمان الأوروبي عن دائرة East of England (European Parliament constituency) ‏ لترشحه ضمن  قائمة الديمقراطيون الليبراليون، وقد انضم خلال فترته النيابية (20 يوليو 1999 – 19 يوليو 2004)  للكتلة البرلمانية مجموعة حزب الديمقراطيين الليبراليين والإصلاحيين الأوروبيين ‏ وفي انتخابات البرلمان الأوروبي 2004، انتخب عضو في البرلمان الأوروبي عن دائرة East of England (European Parliament constituency) ‏ لترشحه ضمن  قائمة الديمقراطيون الليبراليون، وقد انضم خلال فترته النيابية (20 يوليو 2004 – 13 يوليو 2009)  للكتلة البرلمانية مجموعة تحالف الليبراليون والديمقراطيون من أجل أوروبا ‏ وفي انتخابات البرلمان الأوروبي 2009، انتخب عضو في البرلمان الأوروبي عن دائرة East of England (European Parliament constituency) ‏ لترشحه ضمن  قائمة الديمقراطيون الليبراليون، وقد انضم خلال فترته النيابية (14 يوليو 2009 – 30 يونيو 2014)  للكتلة البرلمانية مجموعة تحالف الليبراليون والديمقراطيون من أجل أوروبا ‏.